# Pingjum
Pingjum (Fries: Penjum) is een dorp in de gemeente Súdwest-Fryslân, in de Nederlandse provincie Friesland. Pingjum ligt tussen Witmarsum en Kimswerd aan het uiteinde van de Pingjumervaart. De plaats ligt in de Bouwhoek, dicht bij de Waddenzee.
Pingjum staat in de omgeving bekend als een open en tolerant dorp en wordt ook wel een 'kunstenaarsdorp' genoemd. In 2023 telde het dorp 595 inwoners. In het postcodegebied van Pingjum liggen de buurtschappen De Blokken en Strand.

## Beschermd dorpsgezicht
Een deel van Pingjum is een beschermd dorpsgezicht, een van de beschermde stads- en dorpsgezichten in Friesland. Verder zijn er enkele rijksmonumenten.

## Geschiedenis
Pingjum is ontstaan op een terp aan de Marne, een oude zeearm van de Waddenzee. Het gebied werd waarschijnlijk voor het begin van de jaartelling al bewoond. Toen in de 19e eeuw de terp werd afgegraven, werd een Romeins beeldje van de god Mercurius gevonden.
De plaats werd in 1270 vermeld als Penningem en Pinnengum. Op een lijst uit die tijd werd melding gemaakt van een kerk in Pingjum. In 1371 werd de plaats vermeld als Penninghum, in 1399 als Pinningen, in 1400 Peininghem, in 1492 als Peningum en in 1547 als Pinghum. De naam zou kunnen duiden op een woonplaats (heem/um) van de persoon Penne of de familie Penninga.
Aan het eind van de 15e eeuw werd het dorp verschillende malen geplunderd en gebrandschat, en in 1500 werd een nieuwe kerk gebouwd. In 1524 werd Menno Simons hier aangesteld als vicaris.
Toen in de nacht van 3 op 4 februari 1825 de Friese zeedijken doorbraken tijdens een vliegende westerstorm, bleef Pingjum gespaard dankzij een dijk rond het dorp, de Pingjumer Gulden Halsband. 
Op 16 april 1945 begon in Pingjum een hevig gevecht tussen eenheden van het Canadese Eerste Leger, die naderden vanuit de richting Witmarsum en een groep Duitse scherpschutters die de aftocht van Duitse troepen over de Afsluitdijk moesten beveiligen. De Canadezen beschoten het dorp en de omliggende boerderijen met hun artillerie. Als gevolg hiervan werd het dorp gedeeltelijk verwoest. Ook werden zo goed als alle boerderijen ten zuiden en westen van het dorp in brand geschoten. Na afloop van het gevecht werd er geplunderd. Er vielen 53 slachtoffers, te weten 6 burgers, 1 Canadees en 46 Duitse militairen, hieronder een gedeserteerde Duitse soldaat, die als boerenknecht in het dorp was ondergedoken. Hij werd vermoedelijk door een misverstand standrechtelijk geëxecuteerd.
Het dorp lag tot 2011 van de gemeente Wonseradeel die op 1 januari van dat jaar opging in de gemeente Súdwest-Fryslân.

## Kerken

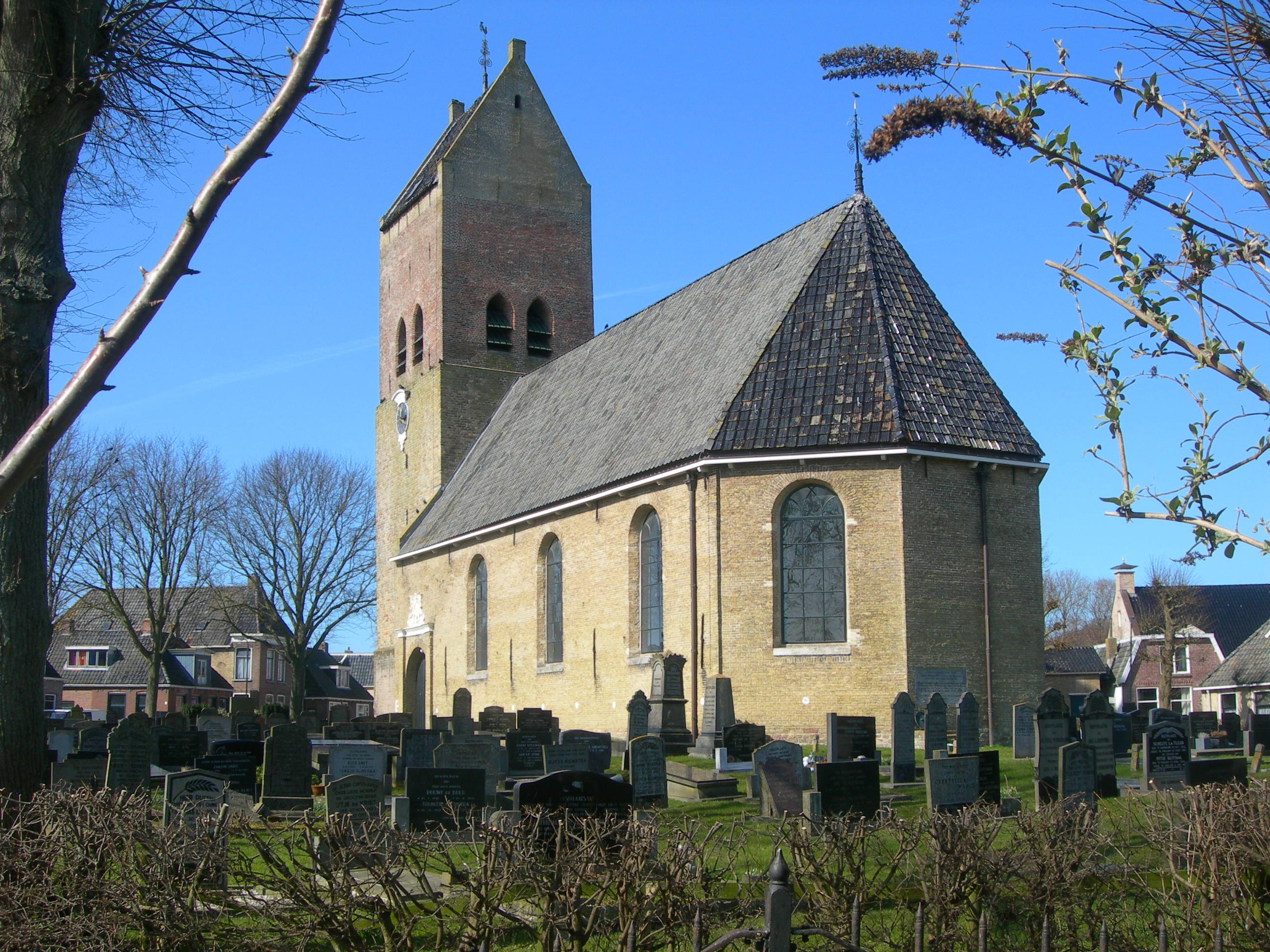
Victoriuskerk

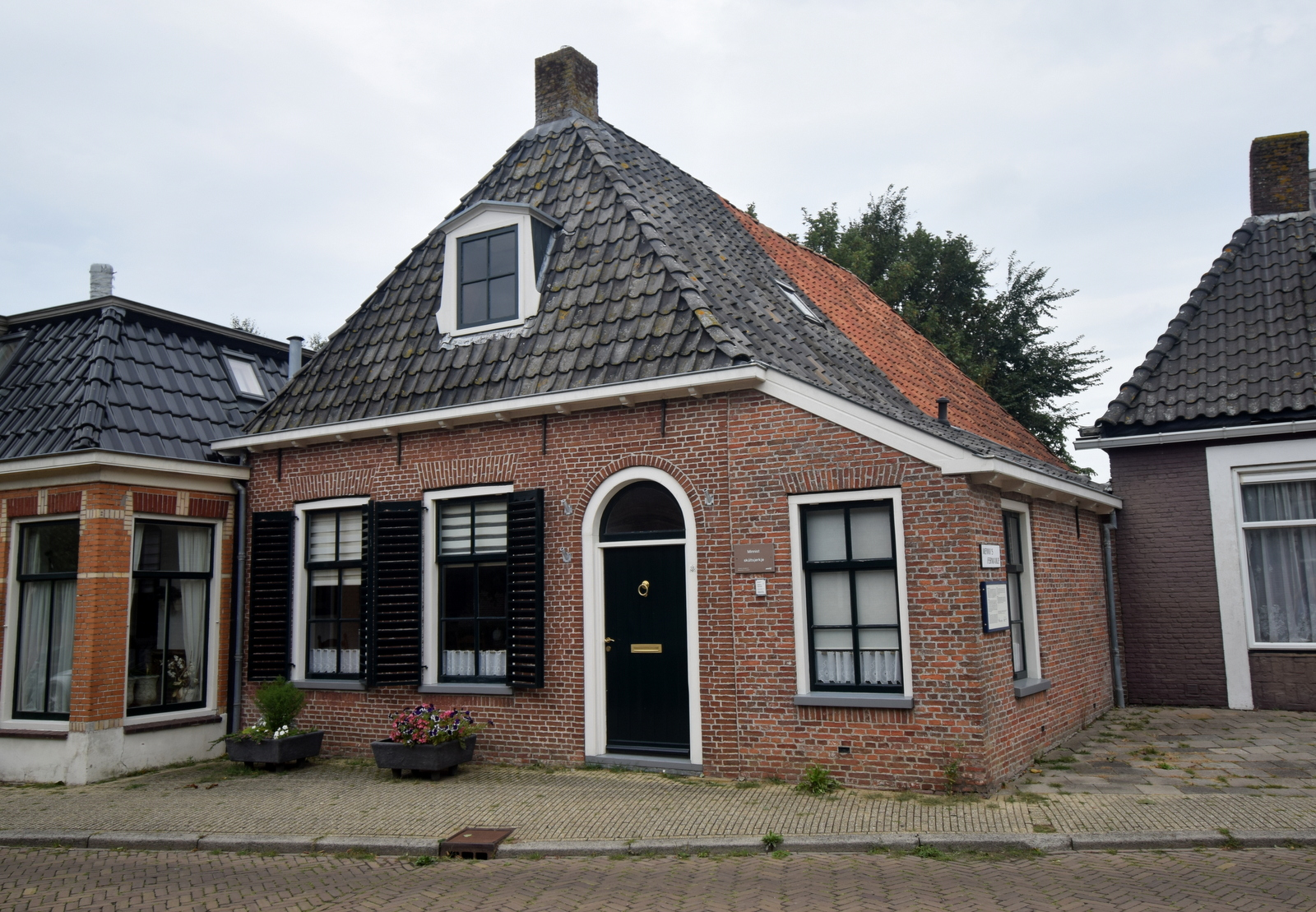
Doopsgezinde kerk

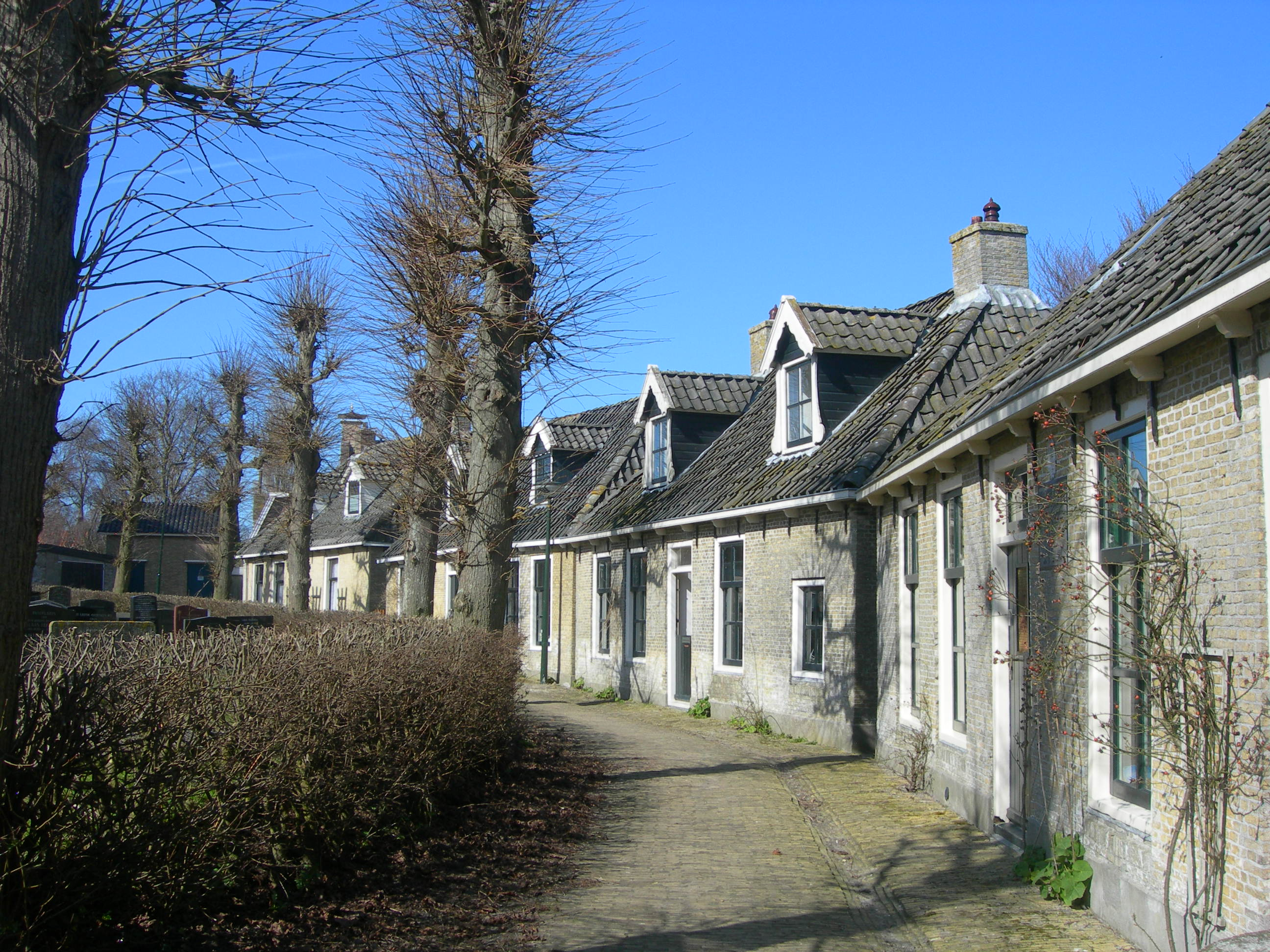
Kerkpad

De Victoriuskerk is de oudere kerk van het dorp en was gewijd aan Sint-Victor. Het schip van de oorspronkelijke kerk uit circa 1200 werd in omstreeks 1500 werd herbouwd en de zadeldaktoren van drie geledingen werd verhoogd. In de toren hangen twee oude klokken, een klok van Willem Wegewaert uit 1598 en een klok van Obertin uit 1629.
De Fermanje is een doopsgezinde schuilkerk. Het bouwjaar van de kerk is niet exact bekend, maar hoogstwaarschijnlijk dateert de kerk van vlak na 1600. Vanaf de straatkant valt zo op het eerste oog niets bijzonders te zien aan het rijtje woonhuizen. Maar achter de karakteristieke kosterswoning ligt de schuilkerk. In 1983 zijn de kerk en woonhuis geheel gerestaureerd waarbij ernaar gestreefd is zo veel mogelijk de oorspronkelijke situatie te handhaven. Het wordt door mennonieten uit de gehele wereld bezocht. In de kerk wordt een diaserie over het leven van Menno Simons vertoond.
Aan de Pibemalaan 11 stond nog een Gereformeerde Kerk uit 1916, die in 2007 werd omgebouwd tot dagopvang.

## Sport
Het dorp heeft een kaatsvereniging, KV Jan Reitsma. Verder zijn er nog een gymnastiekvereniging D.I.O., volleybalvereniging en een biljartvereniging. 

## Cultuur
Het dorp heeft een dorpshuis, met de naam De Nije Bân. Verder is er een muziekvereniging de Harmonie uit 1894 en sinds 2007 de slagwerkgroep Hard Slag.

## Onderwijs
Het dorp had een basisschool, It Leech. Hij is sinds schooljaar 24/25 dicht door te weinig kinderen

## Bekende bewoner
De voormalige schaatser Jan Ykema is woonachtig in Pingjum.

### Geboren in Pingjum
- Obbe Sikkes Bangma (1768-1829), wis- en zeevaartkundige
- Jan Johannes Blanksma (1875-1950) hoogleraar organische en farmaceutische scheikunde
- Rients Gratama (1932-2017), cabaretier
- Oeki Hoekema (1949), voetballer

### Overleden in Pingjum
- Paul Kingma (1931-2013), beeldhouwer, mozaïekkunstenaar, schilder en tekenaar.